# Tinatin Planitia
La Tinatin Planitia è una struttura geologica della superficie di Venere.